# Guilberville
Guilberville és un municipi francès situat al departament de la Manche i a la regió de Normandia. L'any 2007 tenia 922 habitants.

## Demografia

### Població
El 2007 la població de fet de Guilberville era de 922 persones. Hi havia 373 famílies de les quals 97 eren unipersonals (31 homes vivint sols i 66 dones vivint soles), 132 parelles sense fills, 140 parelles amb fills i 4 famílies monoparentals amb fills.
La població ha evolucionat segons el següent gràfic:
Habitants censats

### Habitatges
El 2007 hi havia 431 habitatges, 371 eren l'habitatge principal de la família, 29 eren segones residències i 30 estaven desocupats. 425 eren cases i 3 eren apartaments. Dels 371 habitatges principals, 267 estaven ocupats pels seus propietaris, 98 estaven llogats i ocupats pels llogaters i 6 estaven cedits a títol gratuït; 1 tenia una cambra, 16 en tenien dues, 55 en tenien tres, 101 en tenien quatre i 199 en tenien cinc o més. 294 habitatges disposaven pel capbaix d'una plaça de pàrquing. A 149 habitatges hi havia un automòbil i a 191 n'hi havia dos o més.

### Piràmide de població
La piràmide de població per edats i sexe el 2009 era:
| Homes | Edats   | Dones |
| ----- | ------- | ----- |
| 0     | 95 o +  | 0     |
| 0     | 90 a 94 | 0     |
| 4     | 85 a 89 | 4     |
| 0     | 80 a 84 | 0     |
| 8     | 75 a 79 | 16    |
| 24    | 70 a 74 | 32    |
| 24    | 65 a 69 | 28    |
| 24    | 60 a 64 | 16    |
| 16    | 55 a 59 | 12    |
| 28    | 50 a 54 | 32    |
| 24    | 45 a 49 | 16    |
| 28    | 40 a 44 | 16    |
| 28    | 35 a 39 | 32    |
| 36    | 30 a 34 | 32    |
| 32    | 25 a 29 | 32    |
| 28    | 20 a 24 | 36    |
| 40    | 15 a 19 | 24    |
| 32    | 10 a 14 | 16    |
| 28    | 5 a 9   | 24    |
| 28    | 0 a 4   | 24    |

## Economia
El 2007 la població en edat de treballar era de 582 persones, 460 eren actives i 122 eren inactives. De les 460 persones actives 432 estaven ocupades (225 homes i 207 dones) i 27 estaven aturades (9 homes i 18 dones). De les 122 persones inactives 58 estaven jubilades, 27 estaven estudiant i 37 estaven classificades com a «altres inactius».

### Ingressos
El 2009 a Guilberville hi havia 376 unitats fiscals que integraven 935 persones, la mediana anual d'ingressos fiscals per persona era de 17.041 €.

### Activitats econòmiques
Dels 44 establiments que hi havia el 2007, 2 eren d'empreses extractives, 1 d'una empresa alimentària, 2 d'empreses de fabricació de material elèctric, 2 d'empreses de fabricació d'altres productes industrials, 8 d'empreses de construcció, 9 d'empreses de comerç i reparació d'automòbils, 2 d'empreses de transport, 5 d'empreses d'hostatgeria i restauració, 2 d'empreses d'informació i comunicació, 1 d'una empresa financera, 1 d'una empresa immobiliària, 1 d'una empresa de serveis, 5 d'entitats de l'administració pública i 3 d'empreses classificades com a «altres activitats de serveis».
Dels 13 establiments de servei als particulars que hi havia el 2009, 2 eren tallers de reparació d'automòbils i de material agrícola, 1 paleta, 1 guixaire pintor, 2 fusteries, 2 lampisteries, 1 electricista, 1 perruqueria i 3 restaurants.
L'únic establiment comercial que hi havia el 2009 era una fleca.
L'any 2000 a Guilberville hi havia 62 explotacions agrícoles que ocupaven un total de 1.395 hectàrees.

## Equipaments sanitaris i escolars
El 2009 hi havia una escola elemental integrada dins d'un grup escolar amb les comunes properes formant una escola dispersa.

## Poblacions més properes
El següent diagrama mostra les poblacions més properes.